# Edward Hincks
Edward Hincks (19 de agosto de 1792 - 3 de diciembre de 1866) fue un asiriólogo irlandés y uno de los descifradores de la escritura cuneiforme mesopotámica.

## Biografía
Era hermano mayor de un distinguido ministro protestante, nació en Cork el 19 de agosto de 1792. Fue educado en casa por su padre y luego en el Trinity College de Dublín del cual se graduó en 1811 a la edad de 19 años. En 1825, tras tomar las órdenes en la Iglesia de Irlanda, fue nombrado rector de Killyleagh en County Down, puesto que iba a ocupar los 41 años restantes de su vida.
La naturaleza poco demandante de sus deberes clericales le dejaron tiempo más que suficiente para seguir su interés en lenguas arcaicas. Su primer amor fue la escritura jeroglífica del Antiguo Egipto. En 1823, Jean-François Champollion había descifrado esta enigmática escritura, pero Hincks hizo una gran cantidad de reveladores descubrimientos que lo convirtieron en una luz guía en el campo de la filología antigua.
En la década de 1830, volvió su atención a la antigua escritura persa cuneiforme, una forma de escribir que los emperadores de Persia habían usado para inscripciones monumentales en su propia lengua. Trabajando en forma independiente del líder orientalista de ese momento, Sir Henry Creswicke Rawlinson, Hincks dedujo la naturaleza silábica esencial de esta escritura y dedujo correctamente los valores de las vocales persas.
El Reverendo Hinck tuvo su mayor logro, en el desciframiento de la lengua y escritura antiguas de Babilonia y Asiria: cuneiforme akadiana. Pero su atención nunca se habría concentrado en el campo relativamente nuevo de la asiriología si no fuera por un afortunado descubrimiento hecho en 1842.
Ese año, el arqueólogo Paul-Émile Botta descubrió los restos de la antigua ciudad de Nínive, la capital del imperio asirio. Entre los invaluables tesoros desenterrados por Botta y sus sucesores estaba la famosa biblioteca de Asubanipal, un archivo real que contenía decenas de miles de tablas de arcilla cocida. Estas tablas fueron inscritas en una forma de escritura extraña e ilegible conocida como cuneiforme. Tres hombres jugarían un rol decisivo en el desciframiento de esta escritura: Hincks, Rawlinson y un joven becario alemán llamado Jules Oppert.
Hincks dedujo correctamente que la escritura cuneiforme había sido inventada por una de las civilizaciones más antiguas de Mesopotamia (un pueblo identificado más tarde por Oppert como los sumerios), quienes la legaron a los estados venideros como Babilonia, Asiria y Elam.
En 1850 Hincks llegó a varias conclusiones importantes con respecto a la naturaleza de la escritura cuneiforme asirio-babilonia. Él creía que la escritura era esencialmente silábica y que comprendía sílabas abiertas (por ejemplo "ab" o "ki") así como sílabas cerradas más complejas (como "mur"). También descubrió que los caracteres cuneiformes eran "polifónicos," lo que significa que un mismo signo puede tener varias lecturas diferentes dependiendo del contexto en que se encuentre.
Por el momento, Hincks había reconocido un gran número de determinativos y había establecido sus lecturas correctamente. Pero no todos estaban convencidos de los planteamientos hechos por el irlandés y sus distinguidos colegas. Algunos filólogos incluso han sugerido que simplemente inventaron lecturas múltiples de los signos para que se adaptaran a sus propias traducciones.
En 1857, el versátil inglés orientalista William Henry Fox Talbot sugirió que se le diera para descifrar textos cuneiformes a distintos asiriólogos para traducir. Si, al trabajar independientemente unos de otros, llegaban a traducciones similares, ello disiparía las dudas sobre sus planteamientos.
Mientras ello ocurría, Talbot y la "sagrada trinidad de la escritura cuneiforme" – Hincks, Rawlinson y Oppert – estaban en Londres en 1857. Edwin Norris, secretario de la Sociedad Real Asiática, dio a cada uno de ellos una copia de una inscripción recientemente descubierta del reino del emperador asirio Tiglath-Pileser I. Un jurado de expertos fue convocado para examinar las traducciones resultantes y su exactitud.
En los puntos esenciales las traducciones hechas por los cuatro becarios eran concordantes. Por supuesto, hubo algunas pequeñas discrepancias. El inexperto Talbot cometió varios errores y la traducción de Oppert contenía unos pocos pasajes dudosos debido a su poca familiaridad con el idioma inglés. Pero las versiones de Hincks y Rawlinson eran virtualmente idénticas. El jurado declaró su satisfacción y el desciframiento de la escritura cuneiforme se dio como un hecho consumado.
El reverendo Edward Hincks dedicó el resto de sus años de vida al estudio de la escritura cuneiforme e hizo contribuciones significativas a su desciframiento. Murió en su rectoría en Killyleagh el 3 de diciembre de 1866 a la edad de 74 años. Le sobrevivieron una esposa y cuatro hijas.